# 1912 v letectví

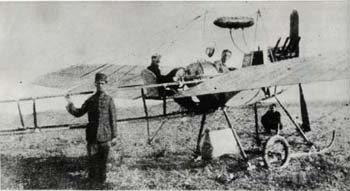
Jednoplošník Osmanské říše v První balkánské válce roku 1912.

Tento článek obsahuje seznam událostí souvisejících s letectvím, které proběhly roku 1912.

## Události

### Únor
- 24. a 25. února – italský kapitán Carlo Piazza ve válce proti Turecku poprvé během letu použil k průzkumné činnosti fotografický přístroj

### Červen
- Thomas Sopwith se svými společníky založil firmu Sopwith Aviation Company, první tovární halu otevřel v prosinci

### Říjen
- 22. října – vláda Austrálie oficiálně oznámila založení leteckého sboru v rámci armády, později známého pod názvem Australian Flying Corps.[1]
- 27. října – v sedmém Poháru Gordona Bennetta zvítězili Francouzi Maurice Bienaimé a René Rumpelmayer